# Маслюк, Игнатий Михайлович
Игнатий Михайлович Маслюк — советский хозяйственный, государственный и политический деятель, Герой Социалистического Труда.

## Биография
Родился в 1904 году в деревне Кошки. Член КПСС с 1939 года.
С 1920 года — на хозяйственной, общественной и политической работе. В 1920—1986 гг. — помощник телеграфиста, телеграфист на станциях Сазанка и Анисовка, помощник начальника станций Малоузенск, Палласовка, помощник начальника, начальник станции Ртищево Рязанско-Уральской железной дороги, заместитель начальника, начальник отделения, начальник службы движения, заместитель начальника Ярославской железной дороги, заместитель начальника, начальник Северной железной дороги, декан факультета повышения квалификации инженерных кадров в Ярославском филиале Всесоюзного заочного института инженеров железнодорожного транспорта.
Указом Президиума Верховного Совета СССР от 4 мая 1971 года присвоено звание Героя Социалистического Труда с вручением ордена Ленина и золотой медали «Серп и Молот».
Делегат XX, XXII, XXIII, XXIV съездов КПСС.
Умер в Ярославле в 1986 году. Похоронен на Воинском мемориальном кладбище Ярославля.